# محمد خضير خان
سيد محمد خضير خان ، وعادة ما يشار إليه اختصارًا باسم خضير خان، كان خان قوقند الذي حكم بين عامي 1845 و1875 مع انقطاعات. كان ابن شير علي خان [الإنجليزية]. في عهد خديار خان، عانت الخانات من حرب أهلية ومن تدخلات أمير بخارى. وفي وقت لاحق، أجبر الغزو الروسي لآسيا الوسطى الخانات أولًا على أن تصبح تابعة للإمبراطورية الروسية، وفي عام 1876 تم إلغاء الخانات. في عام 1875، اضطر خضير خان، الذي اتخذ موقفًا مواليًا لروسيا، إلى الفرار إلى أورينبورغ في روسيا أثناء الانتفاضة. توفي في المنفى.

## الصعود إلى السلطة

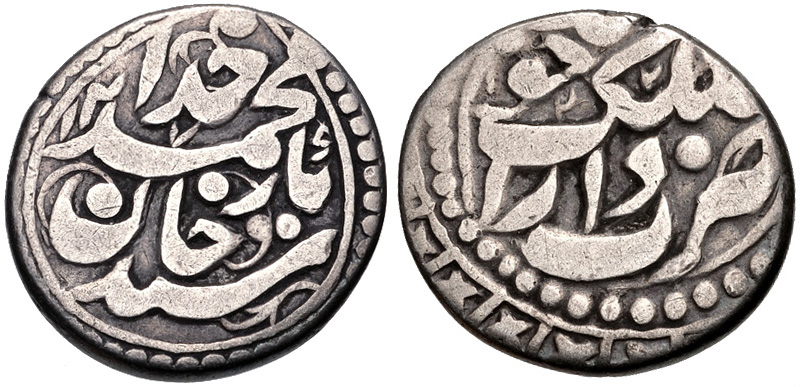
تنغة قوقندية فضية لمحمد خضير خان، مسكوكة في دار سك العملة في قوقند، بتاريخ 1862-1863

في عام 1862، اُغتيل محمد ملا بيك خان [الإنجليزية]، وأصبح ابن أخيه، شاه مراد خان [الإنجليزية]، هو الخان. حاكم طشقند، كانات، المتحالف مع خضير، وشاه مراد حاصر طشقند. وفي الوقت نفسه، تقدم مظفر [الإنجليزية] أمير بخارى إلى قوقند. ونتيجة لذلك، اختفى جيش قوقند، ورفع حصار طشقند، وانتقل خضير إلى قوقند وأعلن نفسه خانًا. في هذه الأثناء، في أوش، تخلص عليمقول [الإنجليزية] من المطالبين المحتملين بالعرش، ووعدهم جميعًا بالعرش، مما دفعهم إلى الذهاب إلى أوش وإعدامهم. في تموز 1863، أعلن محمد سلطان خان، ابن محمد ملا بيك خان، خان خوقند. وكان عليمقول نفسه وصيًا على العرش، حيث كان السلطان يبلغ من العمر حوالي ثلاثة عشر عامًا. وشن هجومًا على قوات الخضير، وفي الوقت نفسه اضطر مظفر إلى العودة إلى بخارى لقمع التمرد الذي بدأ في شهرسبز. تمكن عليمقول من الاتفاق مع الأمير، وشن هجمات متزامنة على قوقند وطشقند، واستولى عليهما في النهاية.

## ملحوظات
1. ↑  الجغتائية والفارسية: سید محمد خدایار خان